# Adonis Creed
Adonis Creed, anteriormente Adonis Johnson, es el boxeador ficticio protagonista principal del spin-off Creed (2015), la séptima película de la saga Rocky, interpretado por el actor Michael B. Jordan.

## Biografía

### EnCreed
Adonis fue un hijo ilegítimo del afamado boxeador Apollo Creed con una mujer apellidada Johnson, poco antes de morir en la pelea contra Ivan Drago. Tras pasar su infancia en orfanatos y hogares de acogida, Adonis es adoptado por la viuda de su padre, Mary Anne Creed (Phylicia Rashad), quien lo lleva a vivir a su casa, dándole una vida de lujos, además de un trabajo estable.
Sin embargo, resulta ser que Adonis está obsesionado con la idea de ser boxeador y emular a su padre. Acude regularmente a boxear a Tijuana (México), donde consigue un gran número de victorias en combates no-oficiales. Adonis incluso renuncia a su trabajo con la idea de perseguir su sueño. Después de comunicárselo a su madre, ella decide aceptar a regañadientes que Adonis escoja su propio camino.
Adonis llega a Filadelfia, donde contacta con Rocky Balboa (Sylvester Stallone) en su restaurante. Adonis se presenta como el hijo de Apollo Creed y, aunque Rocky al principio no le cree, los detalles que Adonis le proporciona terminan por convencerlo. Adonis le pide que sea su entrenador, pero Rocky se niega. Adonis acude entonces a entrenar al viejo gimnasio de Mickey Goldmill, ahora reformado. Adonis conoce también a Bianca (Tessa Thompson), una joven cantante con un problema de pérdida de audición de la que termina enamorándose.
Rocky regresa al gimnasio de Mickey, decidido a entrenar a Adonis, el cual decide conservar el apellido «Johnson» como forma de evitar que la gente crea que se aprovecha del apellido de su padre. Ambos ejecutan los viejos entrenamientos que Mickey aplicaba con Rocky. 
El primer combate de Adonis es contra Leo Sporino, el hijo de un viejo amigo de Rocky el cual quería que éste entrenara a su hijo; Adonis termina derrotando a Sporino. Sin embargo, debido a este viejo amigo de Rocky, los medios de comunicación terminan enterándose del auténtico origen de Adonis, al igual que Bianca, su novia. Los medios comienzan a denominar a Adonis como el «hijo de Apollo Creed», pero dudan que pueda ser igual de bueno que su padre.
Ricky Conlan (Tony Bellew), campeón semi-pesado, busca un oponente antes de retirarse. Su mánager decide que combata contra Adonis, creyendo que el hijo de Apollo Creed le proporcionará una gran cantidad de dinero y promoción. En un principio, Conlan no quiere aceptar, pero termina haciéndolo creyendo que es una oportunidad única, sin embargo, hay una condición: Adonis debe utilizar el apellido «Creed». Si bien no está seguro, persuadido por Rocky y Bianca, Adonis decide emplear el apellido de su padre, también como forma de demostrar su capacidad.
Cierto día, Adonis descubre que Rocky padece cáncer y que no quiere tratarse; Rocky afirma además que su relación es puramente de entrenador-alumno. Adonis acude entonces a un concierto de Bianca donde provoca una pelea y es enviado a prisión. Rocky acude a verlo, pero Adonis lo acusa de asesinar a su padre. Tiempo después, Adonis acude a ver a Rocky, afirmando que está dispuesto a luchar por el campeonato de Ricky Conlan, pero solo si Rocky decide someterse a la quimioterapia.
Finalmente llega el combate contra Ricky Pretty Conlan en Liverpool; las apuestas no están con Adonis. En el primer asalto, Adonis recibe una paliza y las burlas de Conlan, pero en el segundo consigue romperle el pómulo a Conlan. Conforme avanza el combate se hace más equilibrado, pero parece claro que Conlan ganará a los puntos. Adonis llega incluso a caer a la lona, pero se levanta después de recordar a Rocky y a su padre. En el último asalto, Conlan se lanza al ataque, pero Adonis responde llegando a dominarlo; cuando quedaban pocos segundos para el final, Adonis tumba a Conlan, pero éste se levanta y el asalto termina. Por puntos, Conlan es el ganador.
Tras el combate, Conlan felicita a Adonis y afirma que es el futuro de la división. En la entrevista, Adonis afirma que Rocky y Bianca son su familia, mientras los comentaristas afirman que Conlan es el ganador del título, pero Adonis es el ganador de la noche. Al día siguiente, Adonis y Rocky suben juntos las escaleras del Museo de Arte de Filadelfia, contemplando el horizonte de la ciudad.

### EnCreed II
Tres años después de la pelea con Ricky Conlan, Adonis continúa bajo la tutela de Rocky llegando a ascender en el escalafón del boxeo hasta finalmente conseguir derrotar a Danny Wheeler y convertirse en campeón mundial de los pesos completos del Consejo Mundial de Boxeo. La vida le sonríe a Adonis ya que además, le propone matrimonio a Bianca, su novia. No obstante, Bianca considera mudarse a la ciudad de Los Ángeles, pero Adonis no está de acuerdo con mudarse de ciudad debido a su estrecha relación con Rocky.

## Casting y creación
Michael B. Jordan y Ryan Coogler habían trabajado juntos anteriormente en Fruitvale Station en 2013. Coogler se puso en contacto con Jordan y le presentó el papel del hijo de Apollo Creed. Jordan no usó un doble de cuerpo en sus escenas. Sobre su experiencia, Jordan declaró: "No fui noqueado ni nada de eso, pero sí, definitivamente hubo algunos resbalones, algunos golpes, algunos golpes al cuerpo". Jordan siguió una dieta estricta para prepararse para el papel: "Eliminé mi dieta por completo. Pollo a la parrilla, arroz integral, brócoli y mucha agua. Hice ejercicio dos o tres veces al día, seis días a la semana. Y...  "Si haces eso constantemente durante unos 10 meses, tu cuerpo cambiará".  Ryan Coogler declaró que "Ese fue [Jordan] recibiendo golpes reales" y quedó "rutinariamente ensangrentado, magullado y mareado" por sus escenas de pelea con Andre Ward, Gabriel Rosado y Tony Bellew, todos ellos boxeadores profesionales.  Gabriel Rosado declaró sobre las habilidades de boxeo de Jordan: "Michael puede derribar a un hombre. Si duermes sobre él en la calle, es posible que te haga dormir".
Ryan Coogler se inspiró para hacer Creed a partir de sus experiencias con su propio padre: "Solía jugar a Rocky antes de que yo tuviera partidos de fútbol para animarme, y se emocionaba mucho viendo las películas. Solía ver Rocky II con su madre mientras ella estaba enferma y muriendo de cáncer. Ella murió cuando él tenía 18 años. Y entonces, cuando él se enfermó, estaba perdiendo fuerzas porque tenía una condición muscular. Tenía problemas para moverse, tenía problemas para cargar cosas. Empecé  Pensando en esta idea de la mortalidad de mi padre. Para mí, él era una especie de figura mítica, mi padre, similar a lo que Rocky era para él. Pasar por eso me inspiró a hacer una película que contara una historia sobre su héroe pasando por algo. "Es similar a motivarlo y animarlo. Así es como se me ocurrió la idea para esta película".  Aunque Sylvester Stallone inicialmente se mostró reacio a ayudar con la película, cambió de opinión al reunirse con Coogler y Jordan. Al hablar sobre el consejo que le dio Stallone, Jordan dijo que "me enseñó a lanzar golpes y a golpearme en el pecho un par de veces".

## Personalidad
Adonis se debate entre intentar  preservar el legado de su padre o construir el suyo propio. A.O. Scott de The New York Times escribió que "Adonis es un personaje complejo con un destino complejo. Es a la vez un niño rico y un niño de la calle, el orgulloso portador de una herencia ilustre y un hombre invisible. Su relación con Rocky es complicada. El luchador mayor es un mentor y una figura paterna, sin duda, pero también necesita a alguien que lo cuide, especialmente cuando la enfermedad añade un giro melodramático a la trama. Adonis ha sido descrito como "arrogante". Aunque las circunstancias de Adonis cambian después de ser adoptado por Mary Anne Creed, la viuda de su difunto padre, conserva su personalidad fogosa. De mal genio e impulsivo, pero de buen carácter, es la tenacidad de Adonis lo que convence a Rocky de entrenarlo. Michael O  Sullivan, del Washington Post, analizó que las "luchas con su temperamento" de Adonis son "un mecanismo de afrontamiento que le ayuda a lidiar con el miedo a no estar a la altura del nombre Creed".
Jordan afirma sobre Adonis: "Mi personaje vive a la sombra de su padre, que es posiblemente el mejor luchador que jamás haya existido, y realmente tiene que aceptar eso para seguir adelante. Puedo entender que quieras tener tu propio legado y tratar de seguir adelante "encuentra tu propio carril". La arrogancia de Adonis inicialmente hace que se niegue a adoptar el nombre Creed y utilice en su lugar el apellido de su madre, Johnson.  Sólo con el apoyo de su novia Bianca Adonis finalmente acepta el nombre.  Cuando Adonis conoce a Rocky y le revela que es el hijo de Apollo y que quiere que el ex boxeador mayor lo entrene, Rocky pregunta: "¿Por qué elegirías la vida de un luchador cuando no es necesario?" Inmediatamente se da cuenta de que Adonis tiene una buena educación y proviene de un entorno adinerado, lo que contrasta con la propia educación de Rocky. Sin embargo, Rocky ve en Adonis el impulso y la determinación que había en él y en Apolo cuando era más joven, y acepta entrenarlo. Después de que a Rocky le diagnostican linfoma no Hodgkin, es Adonis quien lo motiva y le enseña a pelear de nuevo: "Adonis está ahí para empujar [a Rocky] de la misma manera que Rocky lo empuja en el gimnasio y en el ring". Adonis rinde homenaje a Rocky, su padre y su país vistiendo los clásicos pantalones cortos con la bandera estadounidense en su primer partido profesional que Apollo y Balboa lucieron en sus combates contra Ivan Drago. Sin embargo, los pantalones cortos de Adonis tienen el nombre Johnson en la espalda y Creed en el frente, lo que simboliza que puede preservar el legado de su padre y aun así hacer el suyo propio.